# Vagina Painting
Vagina Painting est une performance artistique de l'artiste japonaise Shigeko Kubota, membre du groupe Fluxus, réalisée lors du Perpetual Fluxus Festival le 4 juillet 1965 à la Film-Makers' Cinematheque (de) de Jonas Mekas à New York, au cours de laquelle l'artiste peignait avec de la peinture de couleur rouge sur une toile étendue au sol, au moyen d'un pinceau inséré dans son vagin (ou attaché à ses sous-vêtements selon les sources).

## Analyse
Cette performance est considérée comme une réponse féministe à Jackson Pollock et Yves Klein.

## Postérité
Une photographie célèbre de cette performance a été prise par George Maciunas, organisateur du festival.
La performance a été reproduite, avec douze autres, le 28 février 2008 par Lilibeth Cuenca Rasmussen (en), à l'occasion de l'ouverture de son exposition A Void à la Renwick Gallery de New York,.